# Béhémoth (roman)
Pour les articles homonymes, voir Behemoth (homonymie).
Béhémoth (titre original : Behemoth)  est un roman de science-fiction, plus précisément d'uchronie, écrit par Scott Westerfeld. Deuxième tome de la trilogie Léviathan, il a été publié en 2010 et traduit en France en 2011. Il a été, tout comme le premier tome, traduit de l'anglais américain par Guillaume Fournier.

## Résumé
Béhémoth continue dans le style d'histoire alternative du premier tome de Léviathan. En 1914, les pays darwinistes comme la Grande-Bretagne, la France et la Russie menacent de déclencher une guerre mondiale avec les pays Clankers comme l’Allemagne et l’Autriche-Hongrie.